# Нонешвили, Иосиф Элиозович
Иосиф Элиозович Нонешвили (груз. იოსებ ელიოზის ძე ნონეშვილი; 6 апреля 1918, Карданахи, ныне Гурджаанский муниципалитет — 18 октября 1980) — грузинский поэт.
Окончил филологический факультет Тбилисского университета (1942). Служил в Красной армии, участник Великой Отечественной войны. Член КПСС (1945). В 1950-е гг. участвовал в освоении целинных земель в Казахстане, посвятив этой теме ряд стихотворений. В дальнейшем занимал должность главного редактора издательства «Сабчота Сакартвело», с 1965 г. был секретарём Союза писателей Грузинской ССР. Депутат Верховного Совета Грузинской ССР 7-го созыва, председатель республиканского Комитета защиты мира (1973).
Публиковал стихи с 1938 года. Среди наиболее известных произведений — поэма «Повесть об одной девушке» (1952, перевод Н. Заболоцкого) о военном подвиге комсомолки (по мотивам судьбы Зои Рухадзе). Переводил на грузинский язык русскую поэзию, в том числе стихи Николая Заболоцкого. По оценке Большой советской энциклопедии, в стихах Нонешвили «ярко и эмоционально выражены мысли и чувства советского гражданина-патриота, воина, труженика, борца за мир, за дружбу народов».
Дружеские отношения связывали Нонешвили с Даниилом Граниным, Михаилом Лукониным, Беллой Ахмадулиной, которая переводила его стихи на русский язык. Среди других переводчиков Нонешвили были Андрей Вознесенский, Александр Межиров, Лев Озеров.
На родине Нонешвили в селе Карданахи открыт его дом-музей.
Сын Александр Нонешвили — грузинский историк и археолог.

## Награды
- орден Трудового Красного Знамени (17.04.1958)
- орден «Знак Почёта» (14.06.1968)
- медаль «За трудовую доблесть» (29.08.1960)